# Wagih El-Kashef
Wagih Hafiz El Kashef (arabe : وجيه حافظ الكاشف ; né le 5 février 1909 en Égypte et mort en 1973) est un joueur de football international égyptien, qui évoluait au poste d'attaquant.
Il a joué à Al Ahly SC et dispute avec la sélection égyptienne la Coupe du monde 1934 et les jeux olympiques de 1936.

## Biographie
Il joue sa carrière de club au Caire à Al Ahly SC.
Il participe à la phase finale de la Coupe du monde 1934 en Italie où ils jouent un match contre la Hongrie en 8e de finale, et où ils s'inclinent 4 buts à 2.
Il participe également aux jeux olympiques de 1936 à Berlin, où ils s'inclinent 3-1 lors du premier tour, contre l'Autriche.